# Luxilus albeolus
Luxilus albeolus är en fiskart som först beskrevs av Jordan, 1889.  Luxilus albeolus ingår i släktet Luxilus och familjen karpfiskar. Inga underarter finns listade i Catalogue of Life.